# Barbara Telle
Barbara Telle (ur. 29 stycznia 1972) – francuska judoczka. Startowała w Pucharze Świata w latach 1994-1997 i 1999-2001. Złota medalistka mistrzostw Europy w drużynie w 1996. Mistrzyni Francji w 1999 roku.